# 鳳屏大學籌設案
鳳屏大學籌設案，是1995年至2000年代的臺灣民間興學計畫，由台鳳股份有限公司主導，規劃於屏東縣內埔鄉設立一間綜合大學。該案歷時近10年，由於財務難題無法解決，計劃最終被放棄。

## 籌設過程
台鳳公司在臺灣省屏東縣內埔鄉老埤農場擁有土地753公頃，隨著鳳梨生產基地外移，計劃將原有的土地開發出結合休閒、文化、學術、科技等多功能的龍泉新市鎮。1995年，台鳳公司開始籌設「鳳屏法商管理學院」，遠期目標為屏東縣唯一一所私立綜合大學。籌設案送交中華民國教育部，1997年教育部高教司通過鳳屏法商管理學院籌設案。1998年，「鳳屏法商管理學院籌設案」變更為「鳳屏大學籌設案」，將原有的法商管理學院改為綜合大學，包含法學院、管理學院、人文藝術學院及設計學院共四個學院。:36
惟龍泉新市鎮開發計畫爆發弊案，台鳳公司炒作股價，違反證券交易法，捲入司法訴訟，鳳屏大學籌設案也隨之停擺，未有進展。至2000年代中期，中華民國教育部提高設校門檻，籌設案逾5年未招生即撤銷許可，撤銷數十件新學校的籌設許可，鳳屏大學的籌設案遂告結束。